# Khan Chittenden
Khan Chittenden es un actor neozelandés, más conocido por su participación en las series Blue Water High, donde interpretó a Dean Edgely, y Underbelly: Razor, donde interpretó a Frank Green.

## Biografía
Nació en la península de Coromandel, en Waikato (Nueva Zelanda), donde pasó su infancia. Tiene un hermano.
Estudió teatro en Auckland y desde joven ha practicado surf. Asistió a la prestigiosa Western Australian Academy of Performing Arts WAAPA.
En 2007 salió con la actriz australiana Viva Bianca.

## Carrera
Apareció en series como The Gift for Barron Entertainment, una serie infantil y en Blue Water High, Merry go Round, Pillars of Society, Much Ado About Nothing, Epsom Downs, Scenes From The Big Picture, Buried Child y Macbeth, y en un par de cortometrajes.
En 2011 se unió al elenco principal de la serie Underbelly: Razor, donde interpretó al criminal y asesino Frank "the Little Gunman" Green. En 2012 se unió al elenco de la miniserie Devil's Dust, donde dio vida a Bruce Banton. En 2013 apareció en la miniserie Paper Giants: The Magazine Wars, donde interpretó a Nick Trumpet. La serie es la secuela de Paper Giants: The Birth of Cleo, estrenada en 2011. Ese mismo año apareció como invitado en el último episodio de la serie Underbelly: Squizzy, donde volvió a interpretar a Frank "Little Gunman" Green.
El 6 de febrero de 2014 se unió al elenco recurrente de la popular serie australiana Home and Away, donde interpreta a Sean, un enemigo de Andy Barrett que llega a la bahía para vengarse de él.

## Filmografía
Televisión
| Año  | Título                          | Personaje                   | Notas                            |
| ---- | ------------------------------- | --------------------------- | -------------------------------- |
| 2014 | Home and Away                   | Sean Green                  | 4 episodios                      |
| 2013 | Underbelly: Squizzy             | Frank "Little Gunman" Green | episodio "Squizzy Cooks a Goose" |
| 2013 | Paper Giants: The Magazine Wars | Nick Trumpet                | 2 episodios - miniserie          |
| 2012 | Devil's Dust                    | Bruce Banton                | 2 episodios - miniserie          |
| 2011 | Underbelly: Razor               | Frank "Little Gunman" Green | 13 episodios                     |
| 2009 | All Saints                      | Corey                       | episodio "Dreams and Nightmares" |
| 2008 | Packed to the Rafters           | Ewan                        | episodio "Away from It All"      |
| 2007 | Dangerous                       | Dean                        | 8 episodios                      |
| 2005 | The Alice                       | Sparrow                     | 4 episodio # 1.17                |
| 2005 | Blue Water High                 | Dean "Edge" Edgely          | 27 episodios                     |
| 1997 | The Gift                        | Leo                         | tv serie                         |

Películas
| Año  | Título                                | Papel                  | Notas                                                                                                   |
| ---- | ------------------------------------- | ---------------------- | --- |
| -    | Triple Happiness                      | Jim                    | junto a Silvia Colloca, Mark Leonard Winter, Anya Beyersdorf, Robert Menzies, Edwina Wren & Fabio Motta |
| 2015 | The 34th Battalion                    | Harrison               | junto a Claire van der Boom, Ashley Zukerman, Vince Colosimo, Andrew Lees & Henry Nixon                 |
| 2014 | Parer's War                           | Cpt. Fred "Doc" Street | junto a Matthew Le Nevez, Adelaide Clemens, Ian Meadows, Luke Ford & Nicholas Bell                      |
| 2014 | Notes                                 | Greg                   | corto - junto a Martin Crewes, Wayne Blair, Henry Nixon, Josef Ber, Abe Forsythe & Josh Quong Tart      |
| 2013 | National Lampoon Presents: Surf Party | J.D.                   | junto a Matthew Lillard, Vanessa Angel, Allison Scagliotti, Jane Leeves, Joan Jett & Caitlin Wachs      |
| 2013 | Canopy                                | Jim                    | junto a Robert Menzies, Edwina Wren & Tzu-yi Mo                                                         |
| 2010 | Sisters of War                        | -                      | junto a Claire van der Boom, Anna Volska, Gerald Lepkowski & Susie Porter                               |
| 2010 | Needle                                | Jed                    | junto a Jessica Marais, Ben Mendelsohn, Travis Fimmel, John Jarratt & Tahyna Tozzi                      |
| 2010 | Loveless                              | Tom                    | corto - junto a Pia Miranda                                                                             |
| 2009 | Endless Bummer                        | JD                     | junto a Jim Piddock & Ray Santiago                                                                      |
| 2009 | In Her Skin                           | Manni                  | junto a Guy Pearce, Sam Neill, Miranda Otto & Damien Garvey                                             |
| 2007 | West                                  | Pete                   | junto a Gillian Alexy & Anthony Hayes                                                                   |
| 2007 | Clubland                              | Tim                    | junto a Emma Booth                                                                                      |
| 2006 | Wobbegong                             | Jared                  | corto - junto a Kerry Armstrong                                                                         |
| 2006 | Caterpillar Wish                      | Joel Roberts           | junto a Victoria Thaine & Robert Mammone                                                                |
| 2005 | Three to One                          | Paul                   | corto - junto a Tim Major                                                                               |

Teatro
| Año  | Obra  | Personaje | Director | Teatro                | Notas                                 |
| ---- | ----- | --------- | -------- | --------------------- | ------------------------------------- |
| 2009 | Equus | -         | -        | His Majesty's Theatre | junto a Jodie Buzza & William McInnes |

## Premios y nominaciones
| Año  | Categoría                           | Premio    | Serie     | Resultado |
| ---- | ----------------------------------- | --------- | --------- | --------- |
| 2007 | Best Lead Actor in Television Drama | AFI Award | Dangerous | Nominado  |